# Jacek Poletyło
Jacek Poletyło (ur. 25 marca 1951) – polski brydżysta, Arcymistrz Międzynarodowy (PZBS), World Master (WBF), sędzia klubowy, instruktor I. klasy, zawodnik Hotel Senator Starachowice.

## Wyniki brydżowe

### Wyniki krajowe
W rozgrywkach krajowych zdobywał następujące lokaty:
| Drużynowe mistrzostwa Polski | Drużynowe mistrzostwa Polski | Drużynowe mistrzostwa Polski |
| Sezon                        | Drużyna                      | Pozycja                      |
| ---------------------------- | ---------------------------- | ---------------------------- |
| 2010                         | Unia Winkhaus Leszno         | 3                            |
| 2009                         | Unia Winkhaus Leszno         | 3                            |
| 2004                         | Unia Winkhaus Leszno         | 2                            |
| 2002/03                      | Unia Winkhaus Leszno         | 1                            |
| 2002                         | Unia Winkhaus Leszno         | 2                            |
| 1999                         | Unia Winkhaus Leszno         | 1                            |
| 1998                         | Unia Winkhaus Leszno         | 1                            |
| 1988/89                      | AZS Lublin                   | 2                            |
| 1987/88                      | AZS Lublin                   | 2                            |
| 1986/87                      | AZS Lublin                   | 3                            |

| Mistrzostwa Polski teamów | Mistrzostwa Polski teamów | Mistrzostwa Polski teamów | Mistrzostwa Polski teamów |
| Rok                       | Typ                       | Kategoria                 | Pozycja                   |
| ------------------------- | ------------------------- | ------------------------- | ------------------------- |
| 2004                      | IMP                       | Open                      | 1                         |
| 2002                      | IMP                       | Open                      | 1                         |
| 2001                      | IMP                       | Open                      | 1                         |

### Olimpiady
W Olimpiadach uzyskał następujące rezultaty w teamach:
| Olimpiady brydżowe | Olimpiady brydżowe | Olimpiady brydżowe                   | Olimpiady brydżowe | Olimpiady brydżowe | Olimpiady brydżowe |
| Rok                | Miejsce            | Zawody                               | Kategoria          | Drużyna            | Pozycja            |
| ------------------ | ------------------ | ------------------------------------ | ------------------ | ------------------ | ------------------ |
| 2002               | Salt Lake City     | 4. Mistrzostwa o Wielką Nagrodę MKOL | Open               | Poland             | 2                  |
| 1992               | Salsomaggiore      | 9. Olimpiada Teamów                  | Open               | Liechtenstein      | 49                 |

### Zawody światowe
W światowych zawodach zdobył następujące lokaty:
| Mistrzostwa Świata. Konkurencja teamów | Mistrzostwa Świata. Konkurencja teamów | Mistrzostwa Świata. Konkurencja teamów | Mistrzostwa Świata. Konkurencja teamów | Mistrzostwa Świata. Konkurencja teamów | Mistrzostwa Świata. Konkurencja teamów |
| Rok                                    | Miejsce                                | Zawody                                 | Kategoria                              | Drużyna                                | Pozycja                                |
| -------------------------------------- | -------------------------------------- | -------------------------------------- | -------------------------------------- | -------------------------------------- | -------------------------------------- |
| 2001                                   | Paryż                                  | 35. Mistrzostwa Świata Teamów          | Trans                                  | Wójcicki                               | 17                                     |
| 2000                                   | Southampton                            | 34. Mistrzostwa Świata Teamów          | Trans                                  | Jagniewski                             | 17                                     |
| 1998                                   | Lille                                  | 10. Mistrzostwa Świata                 | Open                                   | Poletyło                               | 17                                     |

### Zawody europejskie
W europejskich zawodach zdobył następujące lokaty:
| Zawody europejskie. Konkurencja teamów | Zawody europejskie. Konkurencja teamów | Zawody europejskie. Konkurencja teamów | Zawody europejskie. Konkurencja teamów | Zawody europejskie. Konkurencja teamów | Zawody europejskie. Konkurencja teamów |
| Rok                                    | Miejsce                                | Zawody                                 | Kategoria                              | Drużyna                                | Pozycja                                |
| -------------------------------------- | -------------------------------------- | -------------------------------------- | -------------------------------------- | -------------------------------------- | -------------------------------------- |
| 2003                                   | Rzym                                   | 2. Puchar Europy                       | Open                                   | Unia Winkhaus Leszno                   | 7                                      |
| 2003                                   | Mentona                                | 1. Otwarte Mistrzostwa Europy          | Open                                   | Poletyło                               | 48                                     |

| Zawody europejskie. Konkurencja par | Zawody europejskie. Konkurencja par | Zawody europejskie. Konkurencja par | Zawody europejskie. Konkurencja par | Zawody europejskie. Konkurencja par | Zawody europejskie. Konkurencja par |
| Rok                                 | Miejsce                             | Zawody                              | Kategoria                           | Partner                             | Pozycja                             |
| ----------------------------------- | ----------------------------------- | ----------------------------------- | ----------------------------------- | ----------------------------------- | ----------------------------------- |
| 2003                                | Mentona                             | 1. Otwarte Mistrzostwa Europy       | Open                                | Marek Wójcicki                      | 29                                  |
| 2001                                | Sorrento                            | 11. Mistrzostwa Europy Par          | Open                                | Grzegorz Gardynik                   | 37                                  |
| 1999                                | Warszawa                            | 10. Mistrzostwa Europy Par          | Open                                | Marek Wójcicki                      | 220                                 |
| 1997                                | Haga                                | 9. Mistrzostwa Europy Par           | Open                                | Marek Wójcicki                      | 78                                  |
| 1989                                | Salsomaggiore                       | 5. Mistrzostwa Europy Par           | Open                                | Zbigniew Chomicz-Bara               | 148                                 |